# Conrad Reinhold Åkerhielm
Conrad Reinhold Åkerhielm, född 10 augusti 1758 på Furuby gård i Giresta socken, död 3 maj 1840 i Stockholm Klara församling, Stockholm, var en svensk militär.
Han var son till överstelöjtnanten Conrad Åkerhielm (1719-1782) och Hedvig Beata Gadde (1725-1807) som var dotter till översten Gustaf Gadde.
Åkerhielm blev volontär vid livregementet till häst 1766 och sekundkorpral där 1770. Han blev premiärkorpral 1776 och fänrik vid änkedrottningens livregemente 1782 samt löjtnant där 1788. Han förflyttades till Zelowska kosackkåren där han blev ryttmästare 1789. Han blev kapten vid änkedrottningens livregemente 1791 och kapten vid livregementsbrigadens lätta infanteribataljon 1793 och major vid bataljon 1803. Åkerhielm blev överstelöjtnant i armén 1809 och erhöll avsked som överstes 1811. Han blev riddare av Svärdsorden 1801 och ledamot av riddarhusdirektionen 1826. 

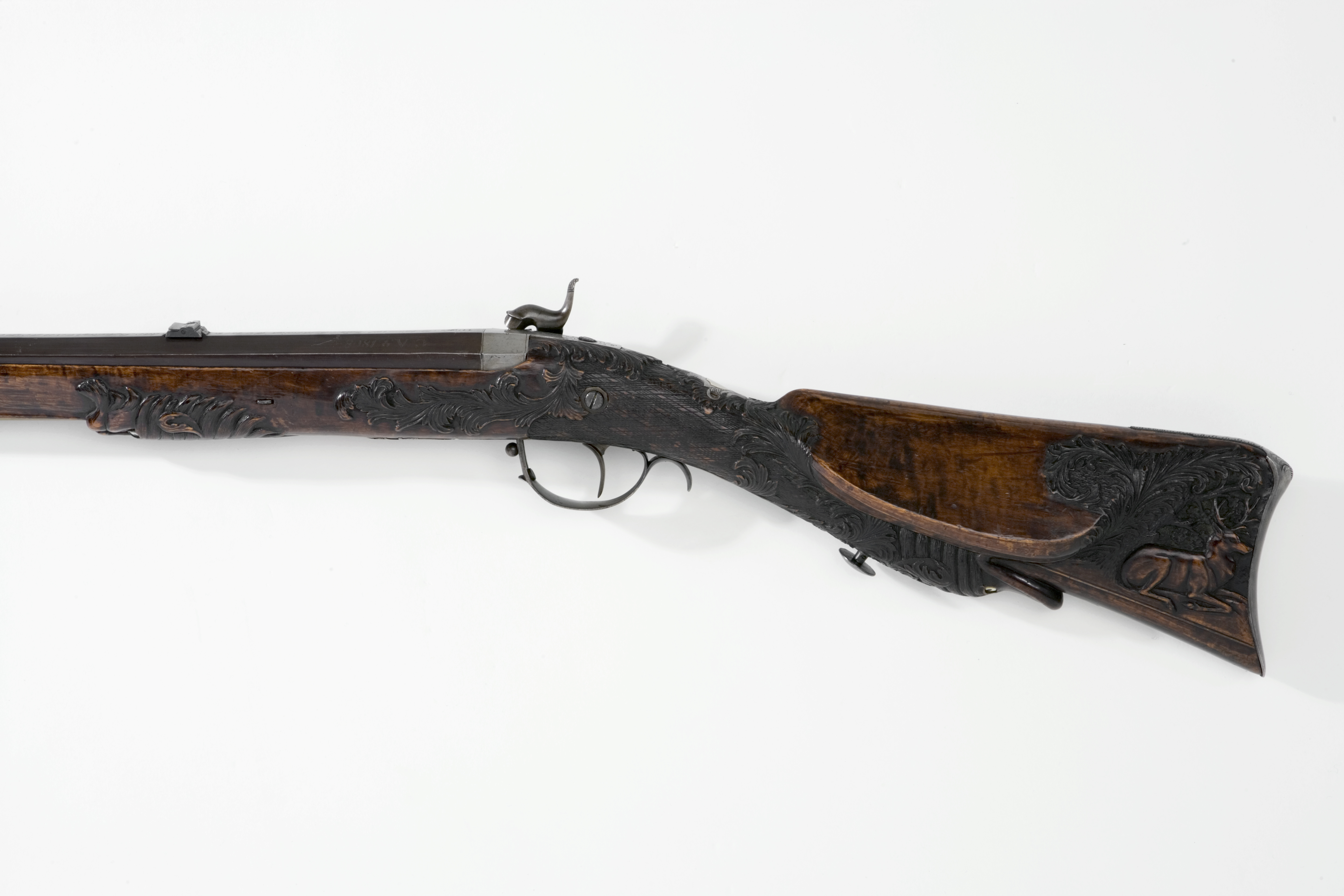
På pipans översida finns en graverad text: under Bataillen vid Wiais och Helsinge d.28/9 1808 har Befälhafvaren för Svenska Finska Gardiet Conr. Åkerhjelm tagit detta gevär från en rysk Jägare vid Regem: n:o 1.

Som militär medverkade han i finska kriget 1808–1809 där han var befälhavare över det Svenska Finska Gardiet. Där lyckades han erövra en slaglåsstudsare som numera ingår i Livrustkammarens vapensamling.